# 2013년 오스트리아 국민투표
2013년 오스트리아 국민투표(독일어: Volksbefragung in Österreich 2013)는 오스트리아에서 징병제 폐지 여부를 묻는 국민투표이며, 2013년 1월 20일에 실시되었다. 이는 오스트리아에서 4번째로 실시한 국민투표이며, 1994년 국민투표 이후 19년만에 실시되었다.
한편 오스트리아 사회민주당과 녹색 - 녹색 대안의 찬성입장을 밝혔고, 오스트리아 국민당과 오스트리아 자유당은 반대입장을 밝혔다. 이로서 각 정당은 국민투표의 결과를 존중하겠다고 밝혔다.

## 내용
- 찬성) 귀하는 직업군인제 도입과 모병제 전환을 찬성하십니까?(독일어: Sind Sie für die Einführung eines Berufsheeres und eines bezahlten freiwilligen Sozialjahres?)
- 반대) 귀하는 현 징병제와 대체복무제를 유지하는 것에 찬성하십니까?(독일어: Sind Sie für die Beibehaltung der allgemeinen Wehrpflicht und des Zivildienstes?)

## 결과
| 2013년 오스트리아 국민투표 | 2013년 오스트리아 국민투표 | 2013년 오스트리아 국민투표 |
| 찬성 또는 반대             | 득표수                     | 득표율                     |
| -------------------------- | -------------------------- | -------------------------- |
| 반대                       | 1,947,116                  | 59.68%                     |
| 찬성                       | 1,315,278                  | 40.32%                     |
| 유효표                     | 3,262,394                  | 97.54%                     |
| 무효표                     | 82,226                     | 2.46%                      |
| 총 득표수                  | 3,344,940                  | 100.00%                    |
| 투표율                     | 52.43%                     | 52.43%                     |
| 유권자수                   | 6,378,478                  | 6,378,478                  |